# 포키다현
포키다(현대 그리스어: Φωκίδα) 또는 포키스(고대 그리스어/카타레부사: Φωκίς)는 그리스의 중앙그리스 주의 한 지역으로, 오늘날에는 일개 현으로 편성되어 있다. 동쪽에는 파르나소스 산의 서쪽 기슭까지 뻗어있고, 서쪽으로는 바르두시아 산맥의 동쪽 기슭까지 이어지며, 코린토스 만과 접하고 있다.

## 명칭
현재의 명칭인 포키다(현대 그리스어: Φωκίδα Phokida)는 카타레부사에서 포키스(현대 그리스어: Φωκίς Phokis)로 표기되기 때문에 포키스 현이라고도 불린다.

## 지리
중앙그리스 주 서쪽 부분에 위치하고, 남쪽으로 코린토스 만에 접한 행정구이다. 현도 암피사는 주도 라미아에서 남쪽으로 약 42km, 티바에서 서북서로 약 85km 떨어져 있고, 수도 아테네에서 북서쪽으로 약 134km 지점에 있으며, 파트라에서 동북쪽으로 약 64km 거리에 있다.
북쪽으로는 프티오티다 현, 동쪽으로는 보이오티아 현과 접한다. 서쪽은 모르노스 강을 경계로 에톨로아카르나니아 현에 접하고있다. 고대 그리스의 포키스 외에도 로크리스와 도리스를 포함한 지역이다.
포키다 현은 산간 지방이며, 현 면적 2120 km2 중 36 km2가 평지, 560 km2의 숲을 제외한 모든 곳이 산악이다. 현 동부는 파르나소스 산에서 이어지는 산맥이 우뚝 솟아있으며, 현 서부는 바르즈시아 산을 비롯한 산악이 점유하고 있다. 남부와 동부의 대부분은 나무가 없는 바위 산들이 펼쳐져 있고, 서부, 중부, 북부에는 녹음이 펼쳐져 있다. 현 서부에는 모르노스 강을 가로막은 댐에 의해 생긴 모르노스 호수 (면적 3 km2)가 펼쳐져 있다.

## 역사
포키다 현은 1948년에 프티오티다 · 포키다 현(Phthiotis and Phocis Prefecture)이 분할 되었다. 1960년대에는 모르노스 댐이 완성되었다.

## 행정
2010년 이전의 광역 자치 단체 (노모스)로 포키다 현은 전 그리스 지방에서 가장 인구가 적은 현 중 하나이며, 가장 인구밀도가 희박한 현이었다. 인구는 현 동남부의 암피사와 이테아 주변에 집중되어 있으며,이 밖에 연안에 큰 마을이 있다. 북부와 동부의 인구는 적다. 인구 1000명 이상의 도시 취락은 다음과 같다. (2001년 인구 조사 기준)
- 암피사 - 6,946명
- 이테아 - 4,666명
- 델피 - 2,373 명
- 데스피나 (델피 시 데스피나 지역) - 2,024명
- 갈락시디 (델피 시 갈락시디 지역) - 1,718명
- 폴뤼드로소스 (델피 시 파르나서스 지역) - 1,465명

포키다 현은 다음과 지자체(디모스)로 구성된다. (2001년 인구조사 기준)
|   | 지자체명 | 표기   | 청부청사 소재지 | 면적 Km² | 인구   |
| - | -------- | ------ | --------------- | -------- | ------ |
| 1 | 델피     | Δελφοί | 암피사          | 1,123    | 26,992 |
| 2 | 도리다   | Δωρίδα | 리도리키        | 1,007    | 16,021 |

### 구 지자체 (디모티키 · 에노티타)
2010년 카리쿠라티스 개혁 이전의 광역 자치단체(노모스)로 포키다 현은 다음과 같은 기초 자치단체(디모스)로 구성되어 있었다. 개혁 후 구 지자체는 새로운 지자체(디모스)를 구성하는 행정구 (디모티키 · 에노티타)이다. 아래 표의 번호는 오른쪽 그림과 대응하고 있다. "구 지자체 명" 란에 ※표가 붙은 것은 키노티타, 그 이외는 디모스. ‘정청 위치’란에서 굵게 표기된 것은 새로운 자치 단체의 정청 위치를 나타낸다.
|    | 옛 지자체  | 표기      | 청부청사소재 | 신 지자체 |
| -- | ---------- | --------- | ------------ | --------- |
| 1  | 암피사     | Άμφισσα   | 암피사       | 델피      |
| 2  | 바르도시아 | Βαρδούσια | 쿠르킬리오   | 도리다    |
| 3  | 갈락시디   | Γαλαξείδι | 갈락시디     | 델피      |
| 4  | 그라비아   | Γραβιά    | 그라비아     | 델피      |
| 5  | 델피       | Δελφοί    | 델피         | 델피      |
| 6  | 데스피나   | Δεσφίνα   | 데스피나     | 델피      |
| 7  | 에프팔리오 | Ευπάλιο   | 에프팔리오   | 도리다    |
| 8  | 이테아     | Ιτέα      | 이테아       | 델피      |
| 9  | 칼리에이스 | Καλλιείς  | 칼리에이스   | 델피      |
| 10 | 리도리키   | Λιδωρίκι  | 리도리키     | 도리다    |
| 11 | 파르나소스 | Παρνασσός | 파르나소스   | 델피      |
| 12 | 토르혼     | Τολοφών   | 토르혼       | 도리다    |

- Διοικητική διαίρεση νομού Φωκίδας - 포키다 현의 지자체 · 취락 목록 (1999년 - 2010년)